# Azalaïs d'Altier
Azalaïs d'Altier est une trobairitz de langue occitane ayant vécu au XIIIe siècle.

## Biographie
Elle est issue de la très ancienne famille d'Altier (qui portait: D'argent au chef d'azur) qui semble issue de la maison de la Garde en Gévaudan. Elle était contemporaine du troubadour Uc de Saint-Circ qui lui dédie une chanson épistolaire. C'est la seule femme connue à avoir écrit un Salut d’amour. Tanz salutz e tantas amors.
Elle est parfois confondue avec Almucs de Castelnou, une autre trobairitz issue de la noblesse gévaudanaise.
Il existe une rue Azalaïs d'Altier dans la ville de Montpellier.